# Landini e la Musica Fiorentina
Landini e la Musica Fiorentina è un album dell'Ensemble Micrologus pubblicato nel 1994.

## Tracce
1. Saltarello (Anonimo) - 5:17
2. Quand'Amor (Giovanni da Firenze) - 4:55
3. La manfredina (Anonimo) - 2:53
4. Ochi dolenti mie (Francesco Landini) - 3:10
5. Io sun un pellegrin (Anonimo) - 3:12
6. Mille merze, Amore (Magister Gulielmus) - 2:30
7. Come in sul fronte fu preso Narciso (Lorenzo Masi) - 9:05
8. Incalci (Anonimo) - 2:22
9. I' o perduto l'albero (Donato da Firenze) - 3:15
10. Chos non e che se tanto mi tiri (Anonimo) - 3:01
11. Giporte miebramant (Anonimo) - 3:30
12. De poni amor a me (Gherardello de Florentia) - 3:42
13. Tre fontane (Anonimo) - 4:31
14. Abbonda di virtu (Francesco Landini) - 3:43
15. Saltarello (Anonimo) - 3:16
16. Non posso far bucato che non piova (Anonimo) - 2:24